# 王雙駿HATS ON音樂會
王雙駿HATS ON音樂會是香港音樂人王雙駿的精選作品音樂會，邀請原唱者作現場演繹。香港會於2024年3月9日，在香港會議展覽中心HALL 5BC舉行。本作品音樂會的主辦單位為電笠。王雙駿更再次組回DUO陳奕迅世界巡迴演唱會的樂隊eason and the duo band。

## 出席歌手
- 謝霆鋒
- 麥浚龍
- 柳應廷
- 陳奕迅
- 李駿傑
- 吳林峰
- 謝芊彤
- 軟硬天師

## 演唱曲目
- 狂人日記（柳應廷）
- 砂之器（柳應廷）
- 人類群星閃耀時（柳應廷）
- 半（李駿傑）
- You First（李駿傑）
- 桃色冒險（李駿傑，原唱：容祖兒）
- 成魔之路（麥浚龍）
- 雌雄同體（麥浚龍）
- 從此世界多一分鐘（麥浚龍）
- 潛龍勿用（謝霆鋒）
- 玉蝴蝶（謝霆鋒）
- 活著VIVA（謝霆鋒）
- 老人院（軟硬）
- 俄羅斯套娃（吳林峰）
- 捱麵包的人（吳林峰）
- 我也難過的（吳林峰+謝芊彤）
- 樂壇已死（吳林峰+柳應廷）
- 破壞王（陳奕迅）
- 敬煙（陳奕迅）
- 可一可再（陳奕迅）